# Koi ni Ochitara
Singles de Crystal Kay
Kiss
(2005) Two As One
(2005)
Koi ni Ochitara est le 17e single de la chanteuse Crystal Kay sorti sous le label Sony Music Entertainment Japan le 18 mai 2005 au Japon. Il atteint la 8e place au classement de l'Oricon. Il se vend à 73 717 exemplaires la première semaine et reste classé 37 semaines, pour un total de 295 456 exemplaires vendus.
Koi ni Ochitara a été utilisé comme thème musical pour le drama Koi ni Ochitara. Elle se trouve sur l'album Call Me Miss..., sur la compilation Best of Crystal Kay et sur l'album de remix The Best Remixes of CK. En 2009, lors du projet des 10 ans de carrière de Crystal Kay, intitulé "Let's Vote -Minna ga Eranda Crystal Kay no Daisuki na Kyoku- (みんなが選んだCrystal Kayの大好きな曲)" cette chanson est arrivée 2e.

## Liste des titres
| 1. | Koi ni Ochitara (恋におちたら)                | H.U.B.                     | Sakazume Misako                           | 4:26 |
| 2. | LOVE it TAKE it                               | Natsumi Watanabe           | Jamelia Davis, Sean Hosein, Dane Deviller | 3:26 |
| 3. | Bet You Don't Know (English Version)          | Crystal Kay, Ashley Ingram | Crystal Kay, Ashley Ingram                | 4:38 |
| 4. | Koi ni Ochitara (Instrumental) (恋におちたら) | H.U.B.                     | Sakazume Misako                           | 4:27 |